# Siesmayerstraße
Die Siesmayerstraße ist eine im 19. Jahrhundert angelegte, etwa einen Kilometer lange Innenstadtstraße im Stadtteil Westend in Frankfurt am Main. Nachdem sie zuvor Miquelstraße und Ginnheimer Straße geheißen hatte, ist sie seit Mitte des 20. Jahrhunderts benannt nach dem Gartenarchitekten Heinrich Siesmayer (1817–1900), „Schöpfer“ des an die Straße angrenzenden Frankfurter Palmengartens. Die Straße ist von einer Vielzahl denkmalgeschützter Bauten gesäumt, die Mehrzahl davon wurde im 19. Jahrhundert errichtet.

## Verlauf

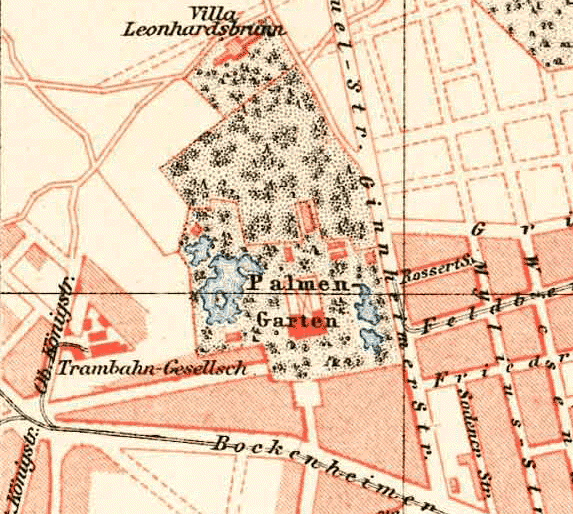
Stadtplan von 1893 mit Miquelstraße und Ginnheimer Straße

Die Siesmayerstraße beginnt im Süden an der Bockenheimer Landstraße, gegenüber dem nördlichen Ende der Mendelssohnstraße. Von dort aus verläuft sie in gerader Linie in annähernd nördlicher Richtung. Nach den Abzweigungen dreier östlicher Querstraßen leitet sie nahe ihres nördlichen Endes in den ebenfalls von Osten einmündenden Grüneburgweg über. Am Übergang der beiden Straßen liegt der südwestliche Zugang zum angrenzenden Grüneburgpark. Das nördliche Ende der Siesmayerstraße ist eine Sackgasse mit angeschlossenem Parkplatz. Von dort aus führt ein kurzer Fuß- und Fahrradweg zur Miquelallee, nordwestlicher Teil des Frankfurter Alleenrings.

## Anrainer
(Siehe auch die Liste der Kulturdenkmäler an der Siesmayerstraße)

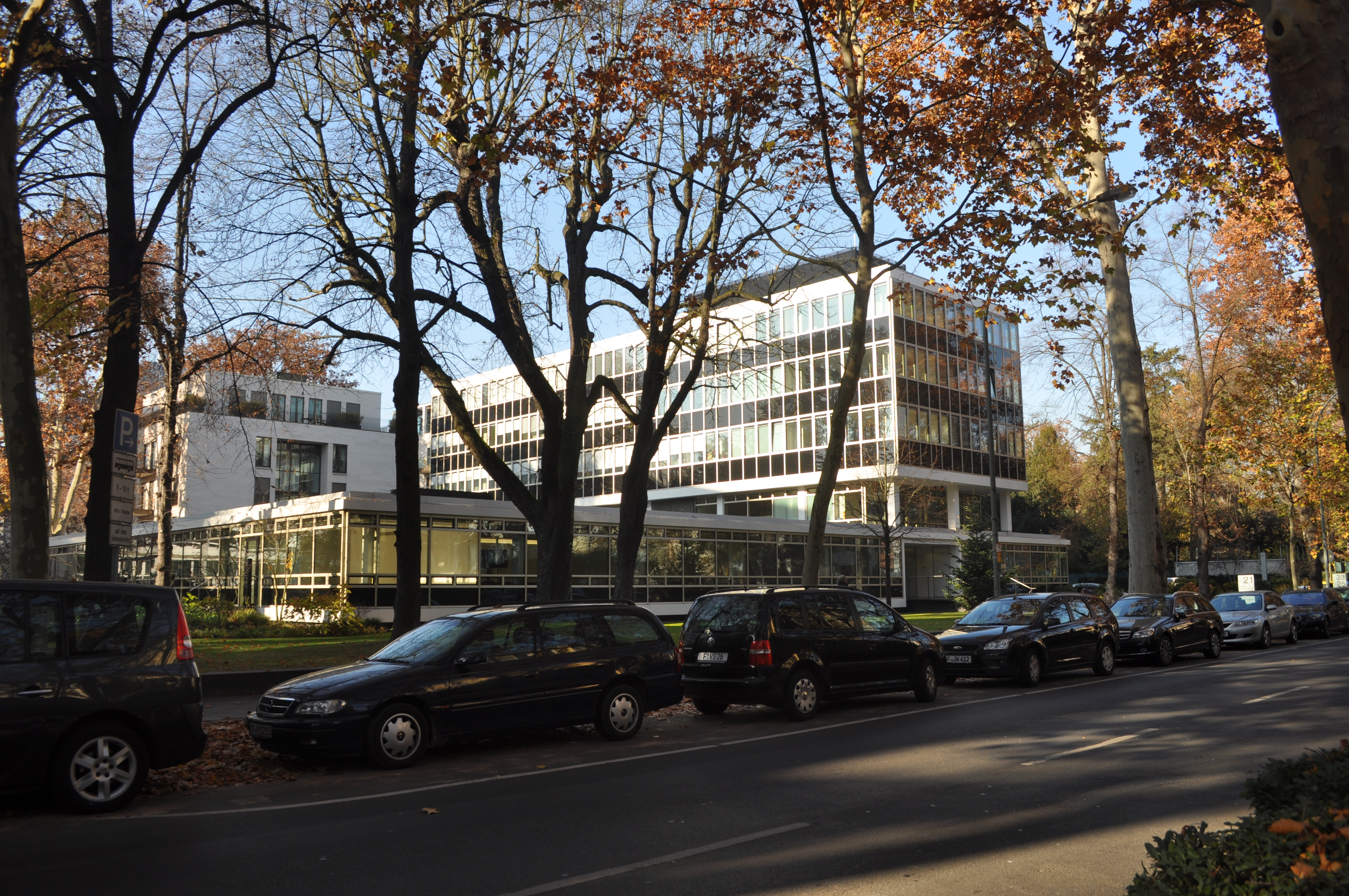
Ehemaliges US-Generalkonsulat

Die Randbebauung der Siesmayerstraße besteht in deren südlichem Abschnitt hauptsächlich aus gründerzeitlichen und spätklassizischen Mehrfamilienhäusern und Villen, mehrere davon denkmalgeschützt (Villa Bonn, das Haus Siesmayerstraße 6 – letztgenanntes war in den 1970er-Jahren das letzte besetzte Haus im Frankfurter Häuserkampf). Vor dem Haus Siesmayerstraße 8 erinnern zwei Stolpersteine an dessen frühere Bewohner, Johanna und Otto Rothschild.
Ein jüngeres, markantes Gebäude in der südlichen Hälfte der Siesmayerstraße ist das aus den 1950er-Jahren stammende, ebenfalls unter Denkmalschutz stehende, ehemalige Haus des Frankfurter US-Generalkonsulats. Der etwas zurückgesetzt vom Straßenrand stehende Gebäudekomplex wurde nach dem Umzug des Konsulats 2006 in ein modernes Bürogebäude umgewandelt.

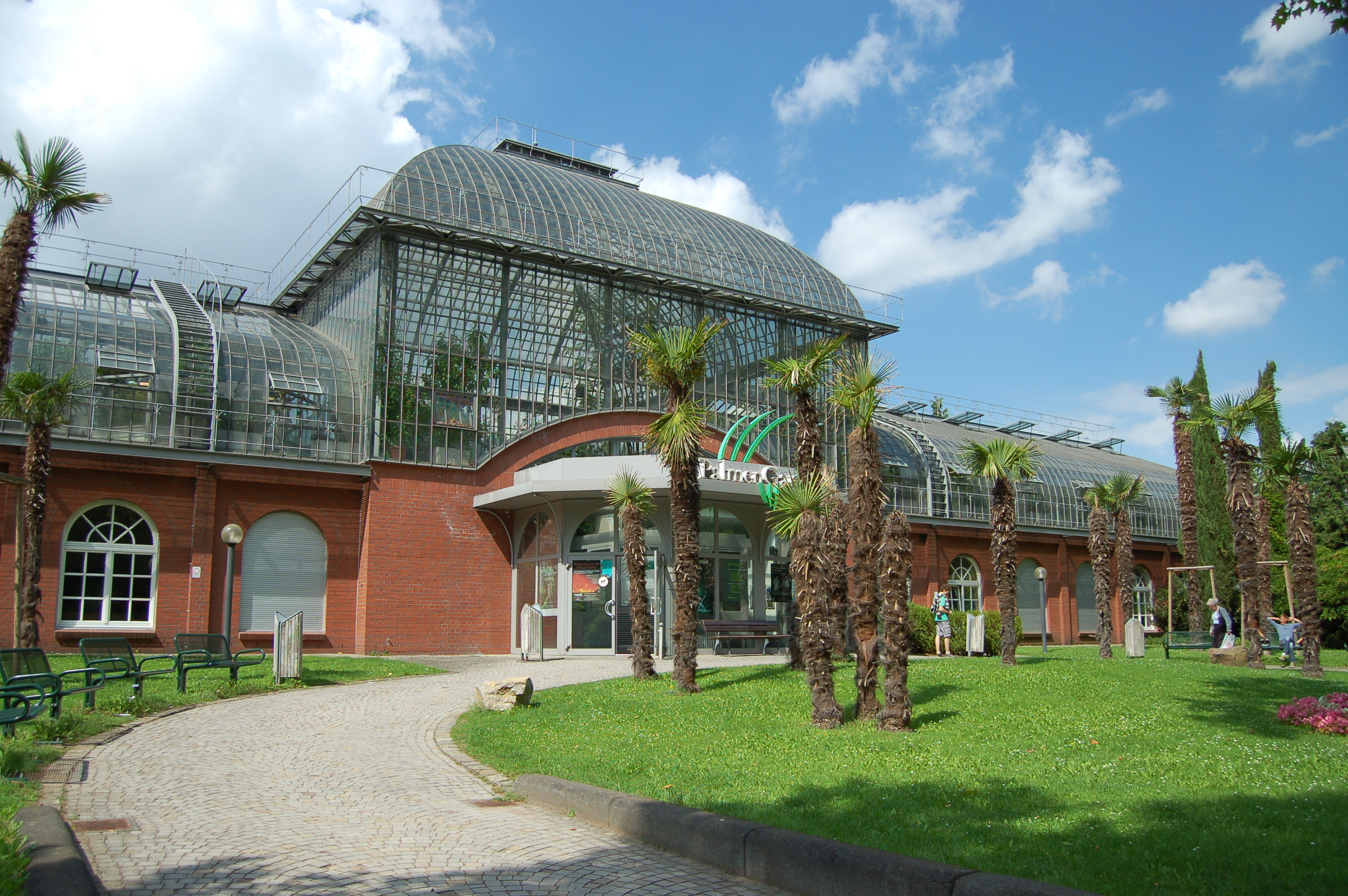
Der Ost-Eingang des Palmengartens

Im nördlichen Abschnitt wandelt sich das Straßenbild. Während die Bebauung des östlichen Straßenrands weiterhin von Wohnhäusern dominiert wird, ist die Erscheinung des westlichen Straßenrandes dort von Einrichtungen des Palmengartens bestimmt. Zu dessen Gebäuden, die an die nördliche Siesmayerstraße angrenzen, zählen ein Café-Restaurant, das Eingangs-Schauhaus mit Haupteingang des Palmengartens sowie ein Verwaltungsgebäude. In der Sackgasse am nördlichen Ende der Straße liegen die Eingänge zu der am Grüneburgpark liegenden Kindertagesstätte Kinderzentrum Siesmayerstraße, und zum Jugendverkehrsgarten mit der Kinderstraßenbahn Frankfurt am Main sowie der Haupteingang des Botanischen Gartens Frankfurt am Main mit ehemaligen Institutsgebäuden der Goethe-Universität. Diese Gebäude sollen für Center for Critical Computational Studies der Goethe-Universität wieder aktiviert werden.